# Hemostas

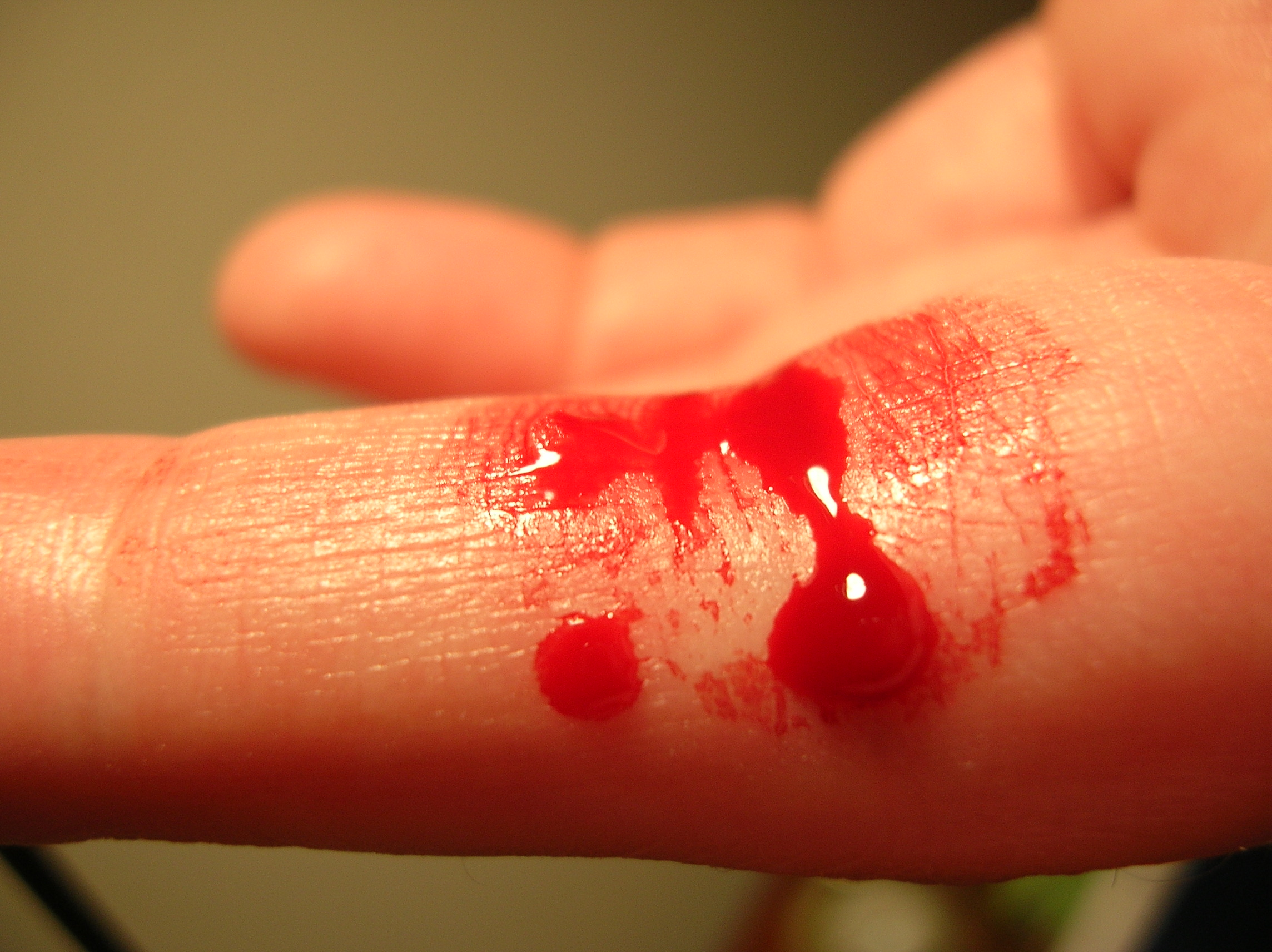
Ett blödande finger

Hemostas eller blodstillning är cirkulationssystemets förmåga att med hjälp av kroppens egna eller främmande medel kunna stoppa blödningar.
Blodets förmåga att kunna koagulera är centralt i hemostasen. Rubbningar i någon av de hemostatiska processerna leder till ökad blödningsbenägenhet, det vill säga att man får svårare att koagulera blodet och stoppa blödningar, något som också är fallet vid till exempel trombocytbrist och blödarsjuka.
Hemostatika är ämnen som hämmar blödning eller blödningstendens. Det finns preparat för injektion vid exempelvis blödarsjuka, tabletter för oralt intag vid till exempel riklig menstruationsblödning och preparat som kan anbringas direkt på det blödande stället.

## Hemostasens tre steg
Hemostasen kan delas in i tre olika steg.

### Vaskulär spasm
Vid skada på ett blodkärl kontraheras den glatta muskulaturen i kärlet omedelbart för att minska blodflödet. Ju större kärlskadan är, desto kraftigare kärlkontraktion. Kärlkontraktionen kan pågå i upp till 30 minuter.

### Trombocytplugg
Trombocyter frisätter ämnen som gör att de blir klibbiga och fastnar vid kärlskadan. 

### Koagulation
Fibrintrådar binder ihop och förstärker trombocytpluggen. 

## Balanserad hemostas
En normal hemostas genomgås med tre system: Koagulationssystemet, det protein C-beroende systemet och det fibrinolytiska systemet.

### Koagulationssystemet
Hemostasen startar då en kärlskada uppstår och exponeras för en vävnadsfaktor. Vävnadsfaktorn tillsammans med faktor VII bildar då ett komplex i blodet som sätter igång den hemostatiska processen i kroppen. Trombinmolekyler startar processen på allvar genom att aktivera flera trombocyter, trombocyterna utsöndrar granula vilket får till följd att adenosindifosfat och fibrin frisätts. Adenosindifosfatet kommer öka trombocyternas möjlighet att fästa sig på det skadade kärlets vägg. I processen när trombocyterna fäster på den skadade kärlväggen exponeras samtidigt fosfolipider som attraherar och fäster vidare flera andra koagulationsfaktorer. De aktiverade trombocyterna fortsätter bildningen av trombiner, vilket leder till aktiveringen av kofaktorerna VIII, V, faktor XI, faktor XIII och TAFI. Denna fas är viktig för hemostasen, för vid en defekt process av generering av trombiner sker det alltid problem med blödning och blodet lyckas inte koagulera korrekt. De aktiverade trombocyterna exponerar ännu fler receptorer för koagulationsprocessen och i denna fas frigörs faktorer som får blodet att koagulera, bland annat serotonin.

### Det protein C-beroende systemet
Trombin aktiverar senare det protein C-beroende systemet. Samtidigt bildar trombin tillsammans med trombomodulin komplex som har en effekt för att hämma den koagulationsbildande processen.
Det är då protein C börjar verka. Protein C bryter ner kofaktorerna faktorn VII, nedbrytningen av dessa kofaktorer hämmar en fortsatt koagulation av blodet.

### Det fibrinolytiska systemet
Med hjälp av enzymet plasmin kommer det fibrinolytiska systemet bryta ned det fibrin som har bildats under hemostasen. Utan det fibrinolytiska systemet skulle onödiga fibrintromber bildas, och som en följd av fibrintromber bildas blodproppar.

## Hemostasrubbningar
Det finns ett flertal problem som kan uppstå under hemostasens gång. Exempel på fel som kan inträffa är bland annat ökad blödningsbenägenhet, ett annat exempel är blodproppsbildning. Den funktion som trombocyterna fyller, vilket motsvarar den första fasen i hemostasen, om det skulle uppstå en störning här så uppstår det ofta problem med blödningar. Detta beror då på att antingen finns det en defekt förekomst av trombocyter eller en eventuell brist på funktioner i kroppen som behövs för trombocyternas förekomst. Blödningar som sker i magslemhinnan och nässlemhinnan är typiska exempel på en defekt förekomst av trombocyter.
I den första fasen kan det utöver en trombocytstörning också ske rubbningar i koagulationssystemet, i detta fall blir felet på grund av en defekt på en eller flera koagulationsfaktorer. Dessa defekter kännetecknas av stora blödningar under hud och i muskler och leder, med andra ord får man blåmärken. Vid överdrivet stor mängd fibrin i det fibrinolytiska systemet kommer spärren som skall se till att stoppa blödningar att ständigt lösas upp. Detta medför kraftiga blödningar.

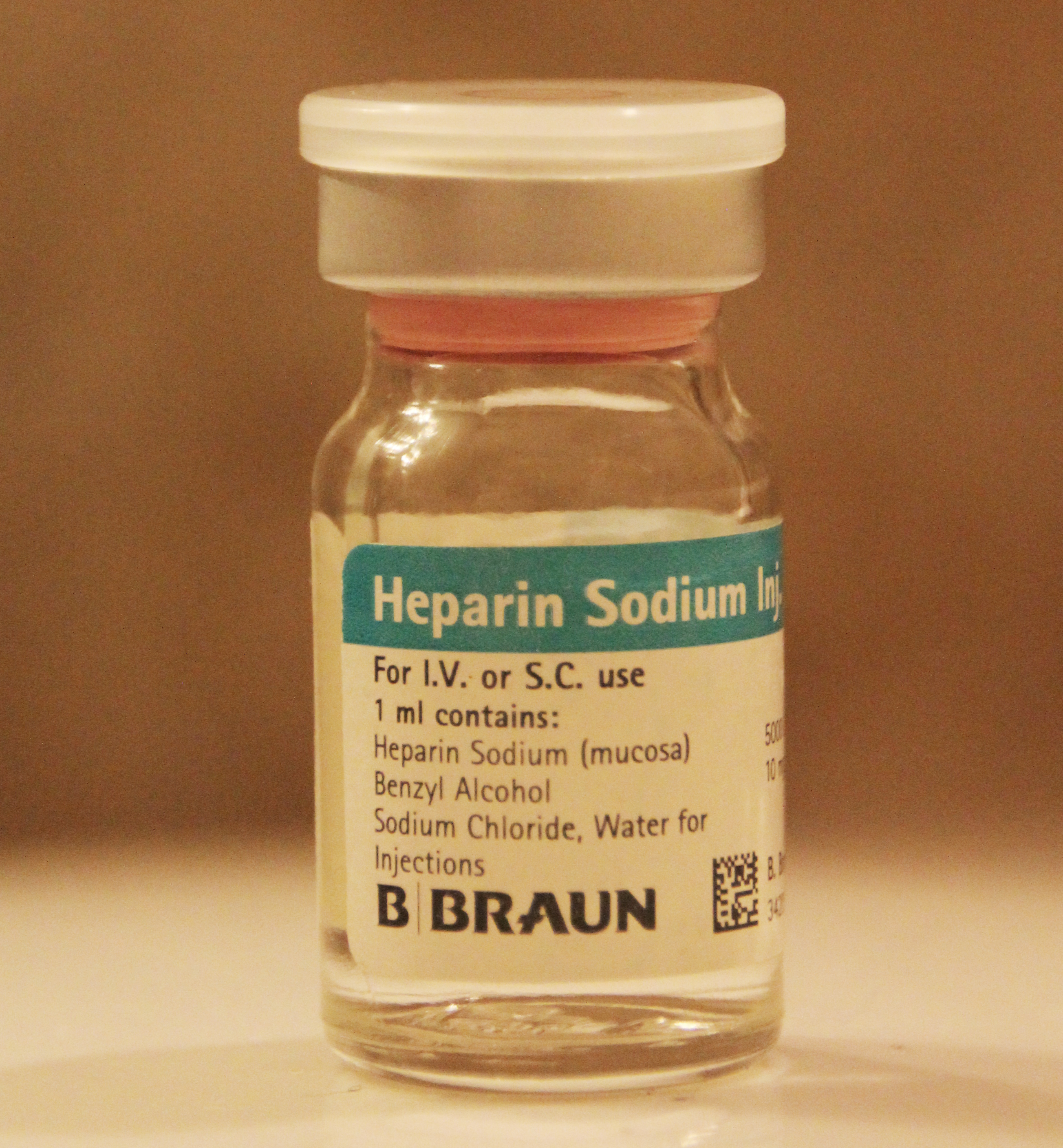
Heparin förekommer som antikoagulansmedel

De som lider av stor mängd fibrin i det fibrinolytiska systemet brukar vara personer med någon form av tumörsjukdomar. En sjukdom som kännetecknar en defekt hemostas är den ärftliga sjukdomen blödarsjuka. Blödarsjuka beror på att von Willebrands faktor är defekt. En defekt von Willebrands faktor medför att trombocyterna inte kan fästa sig på korrekt sätt på det skadade kärlets vägg.

### Läkemedel i samband med hemostas
Den vanligaste anledningen till att folk har blödningsproblem är på grund av att man har avsiktligt gett ut läkemedel för att kunna motverka eventuella nackdelar med hemostasen och blodkoagulation.
- Acetylsalicylsyra används för att påverka trombocyterna så att de inte fastnar lika enkelt som vanligt på de skadade kärlväggarna.
- Antikoagulationsbehandling används i förebyggande syfte mot blodproppar i både artärer och vener.
- Trombolys eller fibrinolys används för att motverka redan bildade blodproppar.